# Pseudo-menhirs du Bas des Sept Grés
Les pseudos-menhirs du Bas des Sept Grés sont situés à Montereau-Fault-Yonne, dans le département de Seine-et-Marne.

## Historique
L'ensemble est classé comme monument historique depuis 1889.

## Caractéristiques
Ce groupe de pierres plantées, dans lequel d'aucuns ont cru reconnaître un alignement mégalithique, est constitué de quatre pierres plantées de manière inclinée, mesurant environ 1 m de hauteur pour 30 cm de côté. De par leurs sections carrées ou sub-rectangulaires et leurs faces équarries, il semble qu'il s'agisse d'anciennes bornes. « À l'évidence, nous n'avons pas affaire à des mégalithes préhistoriques ».